# Троллейбусное депо № 2 (Киев)
Троллейбусное ремонтно-эксплуатационное депо № 2 (сокращенно ТРЭД № 2) — одно из троллейбусных депо Киева, которое обслуживает наибольшее количество троллейбусных маршрутов в Киеве: 15 маршрутов, в том числе два ночных. Депо открыто 1 августа 1961 года на улице Александра Довженко 7, где находится и по сей день. 12 июня 1966 года в депо, впервые в мировой практике Владимиром Филипповичем Векличем был создан троллейбусный поезд, который в последующем был успешно внедрен в более чем 20 городах бывшего СССР.
Депо обслуживает маршруты Шевченковского, Святошинского и Подольского районов, а также центр города и Минский массив.
Исполняющий обязанности директора — Пушков Евгений Николаевич. На балансе депо числится 126 троллейбусов различных моделей из которых 107 выходят на маршруты.

## Маршруты

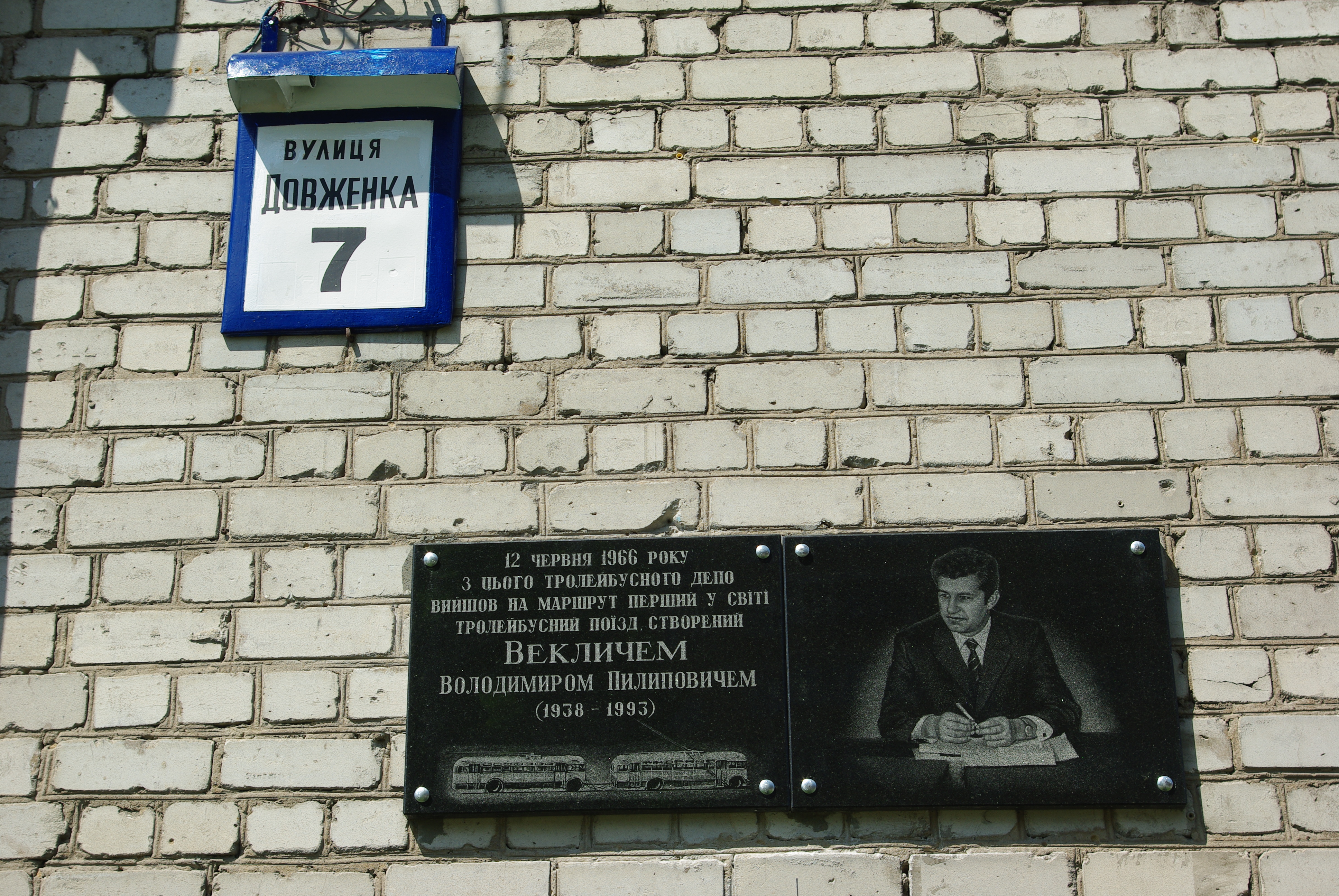
Мемориальная доска Владимиру Филипповичу Векличу в депо

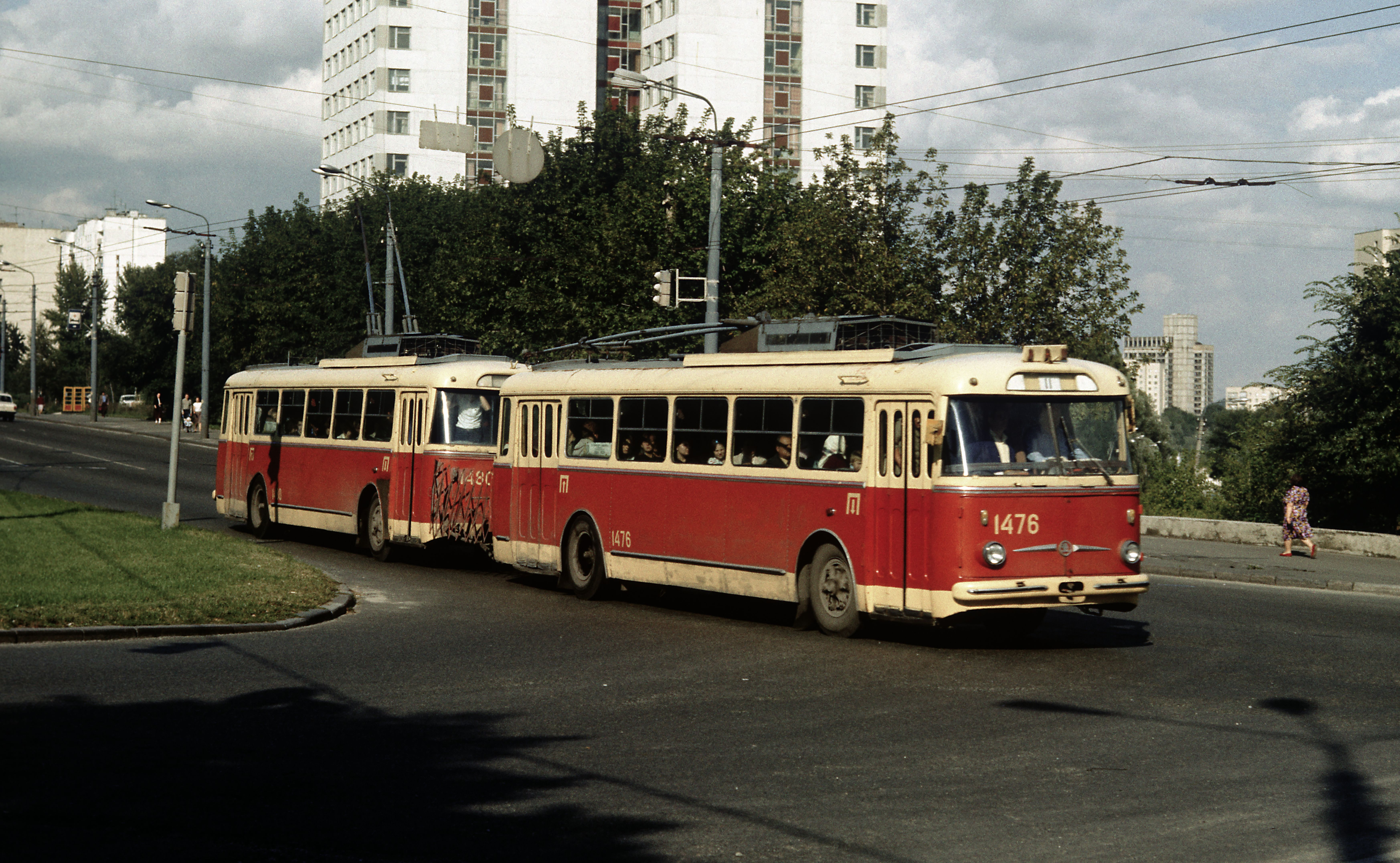
Поезд из двух троллейбусов Škoda 9Tr соединенных по системе Владимира Веклича в Киеве (1986 год)

### Маршруты, которые эксплуатируются сейчас
| №   | Начальный пункт                | Конечный пункт                        | Маршрут | Примечание                                           |
| --- | ------------------------------ | ------------------------------------- | --- | ---------------------------------------------------- |
| 5   | ул. Белицкая                   | Станция метро «пл. Украинских Героев» | ул. Северо-Сырецкая — ул. Ивана Выговского — площадь Валерия Марченка — ул. Данила Щербакивского — станция метро «Нивки» — просп. Победы — площадь Победы — бульв. Тараса Шевченко — Бессарабская площадь — ул. Большая Васильковская (В обратном направлении — ул. Льва Толстого — ул. Владимирская)                                           |                                                      |
| 5д  | просп. Свободы                 | Станция метро «пл. Украинских Героев» | просп. Василия Порика — просп. Правды - ул. Ивана Выговского — площадь Валерия Марченка — ул. Данила Щербакивского — станция метро «Нивки» — просп. Победы — площадь Победы — бульв. Тараса Шевченко — Бессарабская площадь — ул. Большая Васильковская (В обратном направлении — ул. Льва Толстого — ул. Владимирская)                         |                                                      |
| 6   | Диагностический центр          | Майдан Независимости                  | просп. Маршала Рокоссовского — ул. Полярная — площадь Шевченко — ул. Сошенко — площадь Шевченко — ул. Вышгородская — ул. Кирилловская — Подольский спуск — ул. Овруцкая — ул. Герцена — ул. Юрия Ильенко — станция метро «Лукьяновская» — ул. Сечевых Стрельцов — ул. Владимирская — Софийская площадь — ул. Софиевская / ул. Малая Житомирская | С заездом на ул. Сошенко в сторону пл. Независимости |
| 7   | ул. Чернобыльская              | Станция метро «пл. Украинских Героев» | ул. Чернобыльская — ул. Федоры Пушиной — просп. Академика Палладина — просп. Победы — площадь Победы — бульв. Тараса Шевченко — Бессарабская площадь — ул. Большая Васильковская (В обратном направлении — ул. Льва Толстого — ул. Владимирская)                                                                                                |                                                      |
| 16  | Майдан Независимости           | ул. Академика Туполева                | ул. Малая Житомирская / ул. Софиевская — Софийская площадь — ул. Сечевых Стрельцов — станция метро «Лукьяновская» — ул. Юрия Ильенко — ул. Академика Щусева — станция метро «Сырец» — ул. Стеценко — площадь Валерия Марченка — ул. Стеценко (В обратном направлении — ул. Игоря Турчина)                                                       |                                                      |
| 18  | ул. Сошенко                    | Майдан Независимости                  | площадь Шевченко — ул. Вышгородская — ул. Кирилловская — Подольский спуск — ул. Овруцкая — ул. Герцена — ул. Юрия Ильенко — станция метро «Лукьяновская» — ул. Сечевых Стрельцов — ул. Владимирская — Софийская площадь — ул. Софиевская / ул. Малая Житомирская                                                                                |                                                      |
| 23  | ул. Академика Туполева         | Лукьяновская площадь                  | ул. Игоря Турчина — площадь Валерия Марченка — ул. Стеценко — станция метро «Сырец» — ул. Академика Щусева — ул. Максима Берлинского/ул. Вавиловых — ул. Рижская — ул. Дорогожицкая — ул. Юрия Ильенко — ул. Деревлянская — ул. Белорусская |                                                      |
| 26  | просп. Свободы                 | Станция метро «Нивки»                 | просп. Василия Порика — ул. Правды — ул. Маршала Гречка — площадь Валерия Марченка — ул. Данила Щербакивского |                                                      |
| 28  | просп. Свободы                 | Станция метро «Лукьяновская»          | просп. Свободы — ул. Наталии Ужвий — ул. Мостицкая — ул. Вышгородская — ул. Кирилловская — Подольский спуск — ул. Овруцкая — ул. Герцена — ул. Юрия Ильенко (В обратном направлении — ул. Белорусская — ул. Деревлянская) |                                                      |
| 33  | Железнодорожный вокзал «Южный» | Диагностический центр                 | ул. Ивана Огиенко — Воздухофлотский просп. — ул. Вячеслава Черновола — станция метро «Лукьяновская» — ул. Юрия Ильенко — ул. Герцена — ул. Овручская — Подольский спуск — ул. Кирилловская — ул. Вышгородская — площадь Шевченко — ул. Полярная — просп. Маршала Рокоссовского                                                                  | С заездом на ул. Сошенко в сторону вокзала.          |
| 35  | ул. Ярослава Ивашкевича        | Станция метро «Дорогожичи»            | просп. Правды — просп. Василия Порика — просп. Георгия Гонгадзе — ул. Ивана Выговского — площадь Валерия Марченко — ул. Стеценко — станция метро «Сырец» — ул. Академика Щусева (В обратном направлении — ул. Елены Телиги — ул. Дорогожицкая — ул. Рижская — ул. Вавиловых)                                                                    | Работает только по будням                            |
| 36  | ул. Северная                   | Станция метро «Святошин»              | просп. Героев Сталинграда - станция метро «Минская» - ул. Маршала Тимошенко - ул. Луговая - ул. Ярослава Ивашкевича - просп. Правды - ул. Ивана Виговского - ул. Данила Щербакивского - станция метро «Нивки» - просп. Победы |                                                      |
| 39  | ул. Чернобыльская              | просп. Леся Курбаса                   | ул. Чернобыльская — ул. Академика Ефремова — просп. Академика Палладина — Кольцевая Дорога |                                                      |
| 41  | Станция метро «Святошин»       | ул. Тулузы                            | ул. Святошинская — ул. Жмеринская — ул. Героев Космоса — ул. Якуба Колоса — ул. Ромена Роллана — ул. Леся Курбаса (В обратном направлении — ул. Тулузы) |                                                      |
| 93Н | ул. Чернобыльская              | Станция метро «пл. Украинских Героев» | ул. Чернобыльская — ул. Академика Ефремова — просп. Академика Палладина — просп. Победы — площадь Победы — бульв. Тараса Шевченко — Бессарабская площадь — ул. Большая Васильковская (В обратном направлении — ул. Льва Толстого — ул. Владимирская)                                                                                            | Ночной                                               |
| 94Н | просп. Леся Курбаса            | Станция метро «пл. Украинских Героев» | Кольцевая Дорога — просп. Победы — площадь Победы — бульв. Тараса Шевченко — Бессарабская площадь — ул. Большая Васильковская (В обратном направлении — ул. Льва Толстого — ул. Владимирская) | Ночной                                               |

### Маршруты, которые отменены
| №   | Начальный пункт         | Конечный пункт        | Примечание           |
| --- | ----------------------- | --------------------- | -------------------- |
| 7-к | ул. Чернобыльская       | Станция метро «Нивки» | Отменён (08.12.2015) |
| 33  | Улица Дегтяревская      | ул. Валентина Серова  | Отменён (05.07.2004) |
| 36  | ул. Ярослава Ивашкевича | Станция метро «Нивки» | Отменен (01.06.2009) |

### Маршруты, которые раньше эксплуатировались в ТРЭД № 2
| №  | Начальный пункт         | Конечный пункт       | Примечание                         |
| -- | ----------------------- | -------------------- | ---------------------------------- |
| 21 | ул. Дегтярёвская        | ул. Кадетский Гай    | Передан на обслуживание в ТРЕД № 3 |
| 25 | Станция метро «Почайна» | просп. Свободы       | Передан на обслуживание в КТРЕД    |
| 27 | Станция метро «Почайна» | ДСК-3                | Передан на обслуживание в ТРЕД № 3 |
| 29 | жд.пл. «Зенит»          | ул. Валентина Серова | Передан на обслуживание в КТРЕД    |
| 30 | жд.пл. «Зенит»          | ул. Милославская     | Передан на обслуживание в КТРЕД    |
| 32 | ул. Северная            | ул. Сошенко          | Передан на обслуживание в КТРЕД    |
| 44 | Улица Северная          | Московский мост      | Передан на обслуживание в КТРЕД    |
| 46 | ул. Милославская        | Ленинградская пл.    | Передан на обслуживание в КТРЕД    |

## История

### Состояние от1960 года
- 1 августа 1961 года построено депо № 2 на ул. Шулявке около станции метро «Завод „Большевик“».
- 1961 год Начало эксплуатации троллейбусов марки МТБ-82/82Д.
- 1 ноября 1963 года введена новая линия от ул. Белицкой по ул. Фрунзе и Вышгородской ул. до площ. Т. Шевченко, продлён маршрут № 18.
- 5 ноября 1963 года введена новая линия от Железнодорожного пересечения по просп. Победы до ул. Стеценко на Нивках, пущен маршрут № 6 «ул. Леонтовича — ул. Стеценко».
- 1964 год Владимир Филлипович Веклич[10][11] главный инженер службы подвижного состава ТТУ, а с 10 июля 1964 директор депо № 2[12][13] начал свои работы по созданию троллейбусного поезда.
- 1965 год Начало эксплуатации троллейбусов марки ЗиУ-5.
- 12 июня 1966 года началась пробная эксплуатации на маршруте № 6 первого в мире троллейбусного поезда[3] № 205/84, соединяющиеся по системе Владимира Веклича[4], состоящего из двух троллейбусов марки МТБ-82/82Д[6].
- 2 января 1967 года введена новая линия от ул. Стеценко на Нивках по ул. Ивана Выговского до Сырецкой ул., пущен маршрут № 5 «Воздухофлотский просп. — ул. Сырецкая».
- 1968 год Начало эксплуатации троллейбусов марки Škoda 9Tr.
- 12 февраля 1969 года введена новая линия от Лукьяновской площ. по ул. Белорусской, Щусева и Стеценко до ул. Стеценко на Нивках, а также кольцо на Нивках по ул. Блюхера и Туполева, пущен маршрут № 23 «Лукьяновская площ. — ул. Блюхера».

### Состояние от1970 года
- Конец эксплуатации троллейбусов марки ЗиУ-5
- В начале 1970-х годов пущен маршрут № 7 «Станция метро „Нивки“ — ул. Сырецкая».
- Конец эксплуатации троллейбусов марки МТБ-82/82Д.
- 15 ноября 1975 года введена новая линия «ул. Маршала Гречко — ПО „Кристалл“» по ул. Сырецкой и Белицкой, сюда продлён маршрут № 5 «ул. Франко — ул. Белицкая», а также пущен маршрут № 26 «Станция метро „Нивки“ — ул. Белицкая»
- 30 декабря 1978 года введена новая линия «ул. Сырецкая — просп. Свободы (Виноградарь)» по ул. Маршала Гречко, просп. Правды, просп. В. Порика и просп. Победы, сюда пущен маршрут № 26 «Станция метро „Нивки“ — просп. Свободы», а также № 28 «просп. Свободы — Лукьяновская площ.».

### Состояние от1980 года

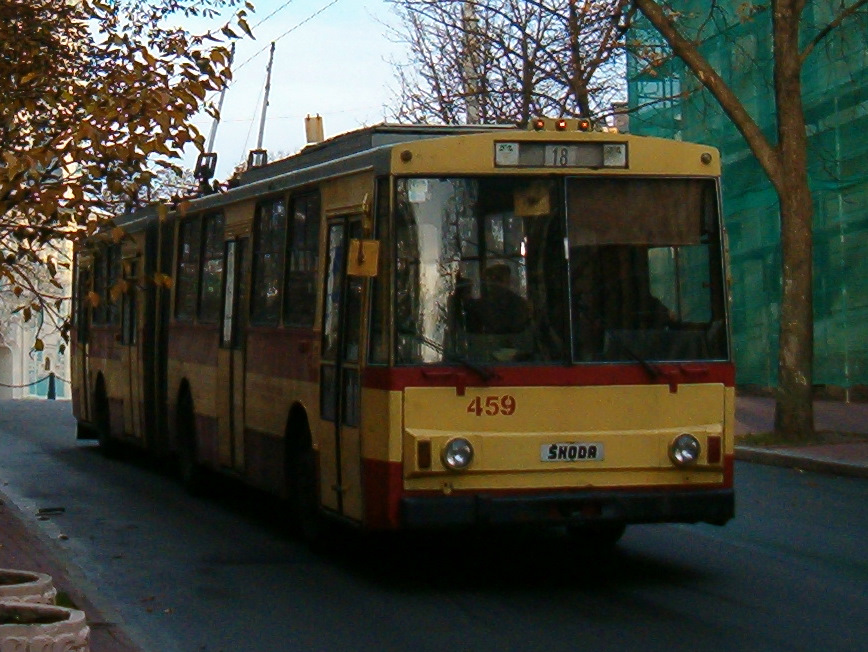
Троллейбус Škoda 15Tr 18-го маршрута

- 1983 год Начало эксплуатации троллейбусов марки Škoda 14Tr01, Škoda 14Tr04
- 1984 год Начало эксплуатации троллейбусов марки Škoda 14Tr02
- 6 ноября 1985 года введена новая линия «ул. Щербакова — ул. Чернобыльская» (Академгородок) по просп. Победы и ул. Чернобыльской, пущен маршрут № 7 "Станция метро «завод „Большевик“» — ул. Чернобыльская"
- 1985 год Начало эксплуатации троллейбусов марки Škoda 14Tr06
- 1986 год Начало эксплуатации троллейбусов марки Škoda 14Tr02/6, Škoda 14Tr07
- 30 декабря 1988 года введена новая линия «ул. Ивашкевича — просп. Свободы (Виноградарь)» по ул. Ивашкевича, просп. Свободы, пущен маршрут № 3 «просп. Свободы — ул. Чернобыльская», перенаправлен маршрут № 25 «просп. Свободы — станция метро „Петровка“».
- 1988 год Начало эксплуатации троллейбусов марки DAC-217E
- 1989 год Начало эксплуатации троллейбусов марки Škoda 14Tr89/6

### Состояние от1990 года

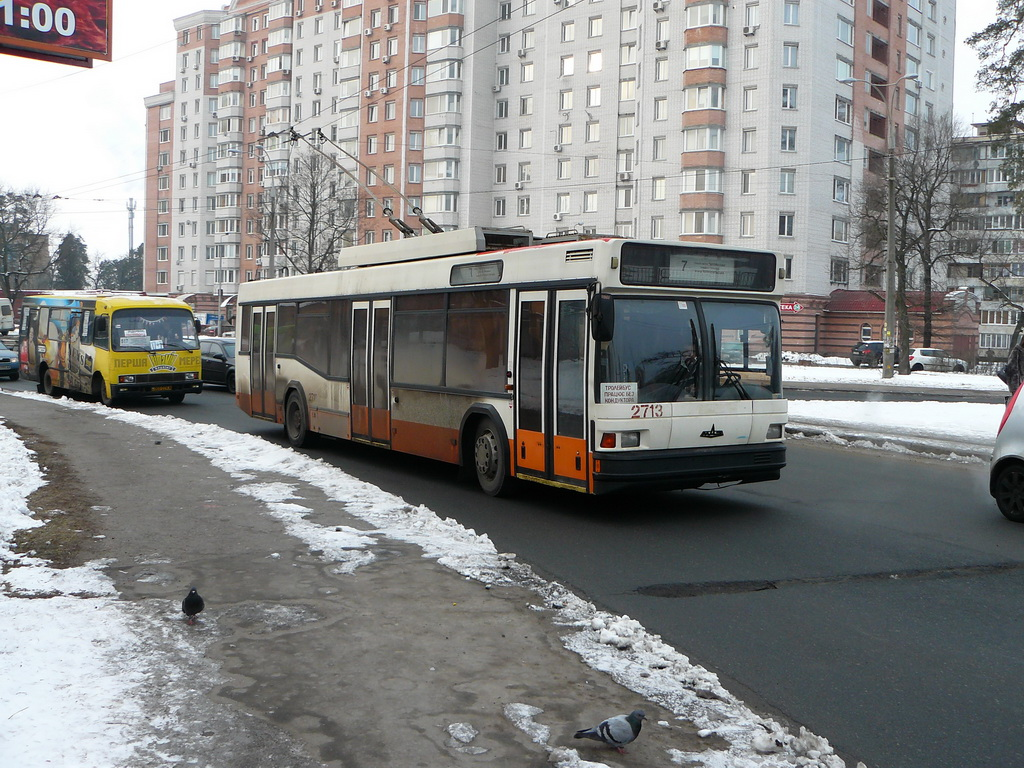
Троллейбус МАЗ-103Т 7-го маршрута на проспекте Победы

- 1990 год Начало эксплуатации троллейбусов марки Škoda 15Tr02/6, Škoda 15Tr03/6
- 1994 год Снят с эксплуатации последний в Киеве троллейбусный поезд Škoda 9Tr
- Начало эксплуатации троллейбусов марки ЮМЗ Т1
- 11 января 1995 года введена новая линия от депо № 3 до Кадетского Гая, сюда пошёл маршрут № 21 «станция метро „Шулявская“ — Кадетский Гай».
- В 1995 году продлён маршрут № 18 «площ. Независимости (ранее — площ. Октябрьской Революции) — ул. Сошенко», до ул. Сошенко также перенаправлен маршрут № 6 «Лукьяновская площ. — ул. Сошенко», а также пущен № 18Е «Станция метро „Петровка“ — ул. Сошенко». В том же году пущены короткие маршруты № 7к «Станция метро „Нивки“ — ул. Чернобыльская», № 16к «Лукьяновская площ. — ул. Щусева»
- 24 октября 1996 года открыто движение по ул. Терещенковской от бул. Т. Шевченко до ул. Л. Толстого, сюда направлены маршруты № 5 «ул. Терещенковская — ул. Белицкая»
- 1996 год Конец эксплуатации троллейбусов марки Škoda 9Tr
- 1998 год Конец эксплуатации троллейбусов марки Škoda 14Tr01
- В конце 1990-х пущены маршруты:
- * 32 ул. Сошенко — ул. Северная (к 2001 году временно закрыт)
- * 33 ул. Дегтяревская — ул. Серова
- * 35 Станция метро «Дорогожичи» — ул. Ивашкевича
- В конце 1990-х годов закрыты маршруты: № 16к, № 18е, до ул. Дегтяревской от станции метро «Шулявская» продлён маршрут № 21
- 1999 год Начало эксплуатации троллейбусов марки «Авиант» Киев-12.03, Киев-12.04

### Состояние от2000 года
- 10 июня 2000 года введена новая линия от просп. Правды до просп. Свободы, здесь прошёл маршрут № 28 (конечные не менялись) и новый маршрут № 36 «Станция метро „Нивки“ — ул. Ивашкевича».
- 2000 год Конец эксплуатации троллейбусов марки DAC-217E
- 2003 год Конец эксплуатации троллейбусов марки Škoda 14Tr04
- 2005 год Начало эксплуатации троллейбусов марки МАЗ-103Т
- 2005 год Троллейбусы марки «Авиант» К 12-03 (бортовые номера 2504, 2505) переданы в Куренёвское троллейбусное депо (№ 4)
- 2006 год Начало эксплуатации троллейбусов марки ЛАЗ E183D1, ЛАЗ E301D1
- 2006 год Четыре троллейбуса марки ЛАЗ E183D1 переданы в ТРЭД № 1(2916, 2917) и ТРЭД № 2 (2918, 2919)
- 2007 год Конец эксплуатации троллейбусов марки Škoda 14Tr02
- 1 июня 2009 года закрыт маршрут № 36.

### Состояние от2010 года

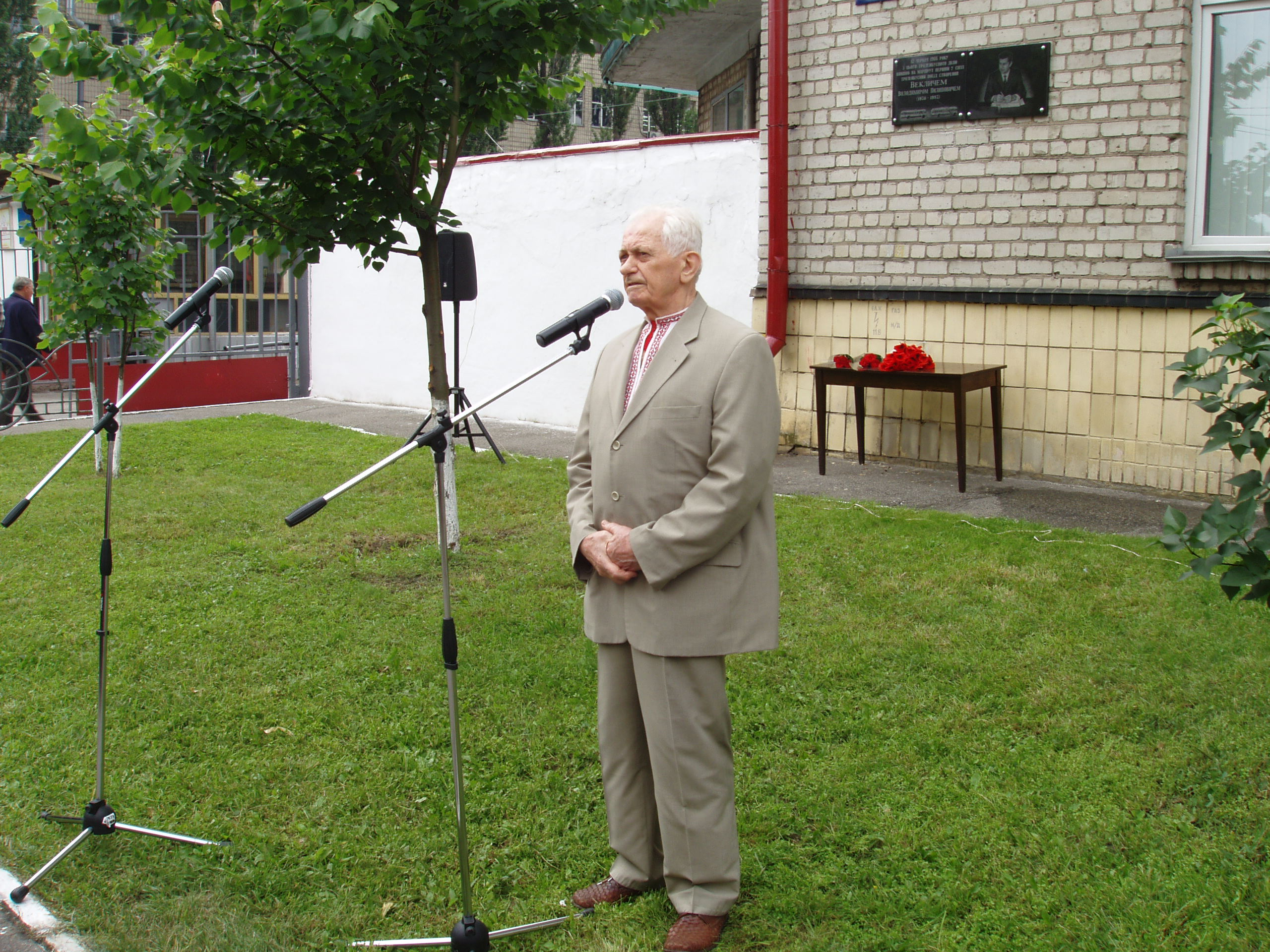
Открытие мемориальной доски Владимиру Филипповичу Векличу 14 июня 2016 года. Выступление К. А. Брамского — инициатора установки памятного знака

- 2010 год Конец эксплуатации троллейбусов марки ЮМЗ Т1
- 2010 год Два троллейбуса марки МАЗ-103Т (бортовые номера 2701, 2702) переданы в ТРЭД № 3
- В конце 2000-х годов маршрут № 5 сокращён от ул. Терещенковской до Дворца бракосочетания, закрыт маршрут № 6.
- 5 сентября 2011 года продлён маршрут № 5 от Дворца бракосочетания до площ. Л. Толстого.
- В 2011 году введён маршрут № 23к «Станция метро „Дорогожичи“ — ул. Академика Туполева»
- 2012 год Начало эксплуатации троллейбусов марки Богдан Т90110, Богдан Т70110, ЛАЗ Е301А1
- 7 мая 2012 года восстановлена линия от ул. ул. Дегтяревская до ул. Кадетский Гай., восстановлен маршрут № 21 «ул. Дегтяревская — ул. Кадетский Гай»
- С 1 июня 2012 года 4 выпуска 18-го переданы в КТД на время проведения «Евро 2012». На линию выпускают троллейбусы марки Богдан Т90110. Бортовые номера: 4311, 4312, 4313, 4314
- 2012 года в Киев пришло 17 троллейбусов ЛАЗ Е301D1 партия 17 машин, из них 10 направлены в ТД № 2. Бортовые: 2655—2664
- С октября месяца 2012 года три выпуска троллейбусной маршрута № 21 переданы из троллейбусного депо № 3 к троллейбусному депо № 2.
- 17 мая 2014 года введена новая линия «ул. Сошенко — Диагностический центр» по ул. Полярной, пр. Рокосовского, ул. Кондратюка, пущен маршрут № 6 «Диагностический центр — пл. Независимости», продлен маршрут № 18, который уже 24 мая вернулся на старую трассу.
- 7 апреля 2015 года пущен маршрут № 28 «станция метро „Лукьяновская“ — проспект Свободы».
- 8 декабря 2015 года отменён маршрут № 7к.
- 14 июня 2016 года состоялось торжественное открытие мемориальной доски Владимиру Филипповичу Векличу на административном корпусе депо.
- 2017 год Начало эксплуатации троллейбусов марки Богдан Т70117
- 2017 год  Конец эксплуатации троллейбусов марки Киев-12.03
- С начала января 2017 года открыт ночной маршрут 93н «площадь Льва Толстого — ул. Чернобыльская».
- 2018 год Начало эксплуатации троллейбусов марки Богдан Т90117
- 22 февраля 2018 года маршрут № 7 продлен до площадь Льва Толстого по трассе «ул. Чернобыльская — площадь Льва Толстого».
- 22 августа 2018 года вводится новый ночной маршрут № 94 «площадь Льва Толстого — проспект Леся Курбаса»[14].
- 22 августа 2018 года вносятся изменения в трассы следования маршрутов № 16, 23. А именно[15]:
  - троллейбусы маршрута № 16 отныне курсируют от Майдана Независимости до улицы Академика Туполева по улицам Сечевых Стрельцов, Юрия Ильенко, Академика Щусева и Стеценко (без заезда на улицы Дорогожицкая Рижская);
  - троллейбусы маршрута № 23 отныне заезжают на улицу Рижский, Дорогожицкую.

### Состояние от2020 года
- 23 марта 2020 года в связи с пандемией COVID-19 была приостановлена работа всех маршрутов, за исключением маршрутов №7, 16. Проезд в этих маршрутах осуществляется только для отдельных категорий граждан и при наличии спецпропусков, документов, удостоверяющих личность и средств индивидуальной защиты.
- 26 марта 2020 года дополнительно пущен маршрут №25 «просп. Свободы — станция метро "Почайна"».
- 23 мая 2020 года возобновлена работа всех маршрутов в обычном режиме.

## Руководители[16]
- 1961−1964 — Храбров Александр Ильич,
- 1964−1972 — Веклич Владимир Филиппович[4][5],
- 1972−1979 — Романько Владимир Дмитриевич,
- 1979−1984 — Крат Виктор Ильич,
- 1984−2014 — Назарчук Василий Васильевич,
- 2014−2015 — Карабчук Руслан Владимирович,
- 2015−2016 — Кныш Сергей Анатольевич.
- 2016-н.в. — Пушков Евгений Николаевич